# Молодіжна збірна В'єтнаму з футболу
Молодіжна збірна В'єтнаму з футболу — національна молодіжна збірна, яка представляє В'єтнам на міжнародних футбольних змаганнях. Контролюється Федерацією футболу В'єтнаму.

## Виступи на молодіжному ЧС
| 1977 – 2001 | Не брала участь    | Не брала участь    | Не брала участь    | Не брала участь    | Не брала участь    | Не брала участь    | Не брала участь    | Не брала участь    | Не брала участь    | Не брала участь    |
| 2003 – 2015 | Не кваліфікувалась | Не кваліфікувалась | Не кваліфікувалась | Не кваліфікувалась | Не кваліфікувалась | Не кваліфікувалась | Не кваліфікувалась | Не кваліфікувалась | Не кваліфікувалась | Не кваліфікувалась |
| 2017        | Груповий етап      | 3                  | 0                  | 1                  | 2                  | 0                  | 6                  |                    |                    |                    |
| 2019 – 2025 | Не кваліфікувалась | Не кваліфікувалась | Не кваліфікувалась | Не кваліфікувалась | Не кваліфікувалась | Не кваліфікувалась | Не кваліфікувалась | Не кваліфікувалась | Не кваліфікувалась | Не кваліфікувалась |
| Разом       |                    | 3                  | 0                  | 1                  | 2                  | 0                  | 6                  |                    |                    |                    |

## Виступи на Кубку Азії
| 1959 до 1974 | брали участь, як Південний В'єтнам |
| 1975 до 1994 | Не брали участь                    |
| 1996         | не кваліфікувалась                 |
| 1998         | не кваліфікувалась                 |
| 2000         | не кваліфікувалась                 |
| 2002         | Груповий етап                      |
| 2004         | Груповий етап                      |
| 2006         | Груповий етап                      |
| 2008         | не кваліфікувалась                 |
| 2010         | Груповий етап                      |
| 2012         | Груповий етап                      |
| 2014         | Груповий етап                      |
| 2016         | Півфінал                           |